# Đỗ Phương Nhi
Đỗ Phương Nhi (sinh năm 1998) là một thần đồng, nghệ sĩ vĩ cầm người Việt Nam.

## Tiểu sử
Đỗ Phương Nhi sinh ngày 16 tháng 11 năm 1998 tại Hà Nội, Việt Nam trong một gia đình truyền thống âm nhạc. Cha cô là Đỗ Xuân Thắng, một giảng viên vĩ cầm của Học viện Âm nhạc Quốc gia Việt Nam còn mẹ là Nghệ sĩ ưu tú Lê Hoàng Lan, bè trưởng của dàn nhạc giao hưởng Việt Nam. Cậu ruột của cô là nhạc sĩ Lê Minh Sơn. Từ nhỏ, cô đã được tiếp xúc với cây đàn và âm nhạc. Cô bắt đầu học vĩ cầm từ năm 4 tuổi với Nghệ sĩ nhân dân Ngô Văn Thành.

## Hoạt động
Đỗ Phương Nhi là một trong những tài năng âm nhạc thính phòng được phát hiện sớm và rèn luyện trong môi trường chuyên nghiệp của Việt Nam. Phương Nhi tham gia biểu diễn nhiều tác phẩm cổ điển trong chuyến lưu diễn Toyota Concert Tour năm 2011, 2013 và năm 2019 cùng Dàn nhạc Giao hưởng quốc gia Việt Nam. Cô cũng đã tham gia biểu diễn độc tấu với Dàn nhạc Giao hưởng Romerike (Na Uy), Dàn nhạc giao hưởng Fort Collins (Mỹ).
Năm 11 tuổi, cô đã trình diễn những tác phẩm khó như bản Concerto cung Mi thứ của Mendelssohn cùng dàn nhạc Giao hưởng Việt Nam dưới sự chỉ huy của nhạc trưởng Honna Tetsuji tại Nhà hát Lớn Hà Nội. Khi theo học lớp chuyên môn (masterclass) với giáo sư Stephan Barratt-Due, tiếng đàn của cô đã gây ấn tượng mạnh với ông. Sau đó, Nhi được mời tham gia biểu diễn cùng các tài năng trẻ châu Âu tại Valdres Summer Festival và Hardanger Festival (Na Uy). Cùng năm, cô nhận được học bổng từ MIC – Transposition để theo học tại trường âm nhạc Barratt-Due dưới sự dẫn dắt của nghệ sĩ vĩ cầm Stephan Barratt – Due cùng các nghệ sĩ khác như Sigyn Fossness và Alf Richard Kraggerud. Trong chương trình Hòa nhạc Toyota tổ chức tại Hà Nội năm 2015, cô xuất hiện với tư cách là một tài năng vĩ cầm trẻ. Cô chơi bản Violin Concerto in D major, Op. 35 của nhà soạn nhạc Tchaikovsky.
Năm 2015, Đỗ Phương Nhi đạt danh hiệu quán quân cuộc thi "Sparre Olsen" dành cho các tài năng trẻ tại Gjovik, Na Uy. Cô tham gia buổi hòa nhạc tại Nhà hát Lớn Hà Nội và trình diễn bản concerto cho violin của Jean Sibelius. Năm 2017, Phương Nhi là đại sứ âm nhạc của Valdres Summer festival.